# Maria Island
Maria Island è un'isola rocciosa situata lungo la costa orientale della Tasmania, dalla quale dista nel punto più vicino (Point Lesueur) circa 4 km.

## Geografia
L'isola si estende per 20 km in direzione nord-sud e 13 km in direzione est-ovest, per una superficie totale di 115,5 km². L'intera isola (oltre ad un'area marina adiacente di 18,78 km²) è stata dichiarata parco nazionale dal governo australiano.
Maria Island ha una caratteristica forma a otto, con la porzione settentrionale significativamente più grande di quella meridionale, alla quale è unita da un tombolo di 3 km, conosciuto col nome di Istmo di McRae. L'isola ha un profilo abbastanza frastagliato ed è prevalentemente collinare, con il punto più elevato (Monte Maria) a 711 m sul livello del mare.

Sull'isola è presente un unico agglomerato urbano, dal nome di Darlington, sito alla sua estremità settentrionale: la cittadina è molto suggestiva in quanto tutti gli edifici di cui è composta sono risalenti all'epoca della sua fondazione, tuttavia essa non ospita una popolazione permanente, ma vi risiedono unicamente i ranger del parco nazionale e, nel periodo estivo, i turisti.

## Collegamenti
L'isola è collegata con un servizio di traghetti (due al giorno d'estate, uno al giorno per il resto dell'anno) con la città tsmaniana di Triabunna, distante circa nove miglia marine e con un servizio di voli turistici che collegano la pista dell'isola con l'aeroporto di Cambridge. Un tempo, i traghetti collegavano l'isola anche con la città di Louisville ma tale servizio attualmente non è più garantito.
Sull'isola non vi sono strade asfaltate, ma percorsi sterrati atti ad essere percorsi dalle jeep dei rangers o dai turisti, che possono portare con sé biciclette dalla Tasmania.

## Storia
L'isola veniva chiamata Toarra-Marra-Monah dagli aborigeni della Tasmania : nel 1642 venne rinominata col suo nome attuale da Abel Tasman, in onore di Maria van Aelst, moglie di Anthony van Diemen. Inizialmente la pronuncia del nome "Maria" era məˈriː.ə: in seguito, essa venne storpiata in məˈraɪ.ə dai coloni inglesi che giunsero sull'isola.
Gli aborigeni della zona, appartenenti alla tribù di Oyster Bay, ed in particolare alla banda Tyreddeme, pur non risiedendo stabilmente sull'isola, la visitavano ed hanno lasciato molte tracce della loro presenza, specialmente nelle baie dell'area occidentale. Essi ebbero contatti sull'isola sia con la spedizione francese di Nicolas Baudin nel 1802 (la quale qui perse il proprio zoologo René Maugé, che venne seppellito su un promontorio che porta il suo nome) che con i marinai delle baleniere che solcavano numerose i mari circostanti durante il XIX secolo.

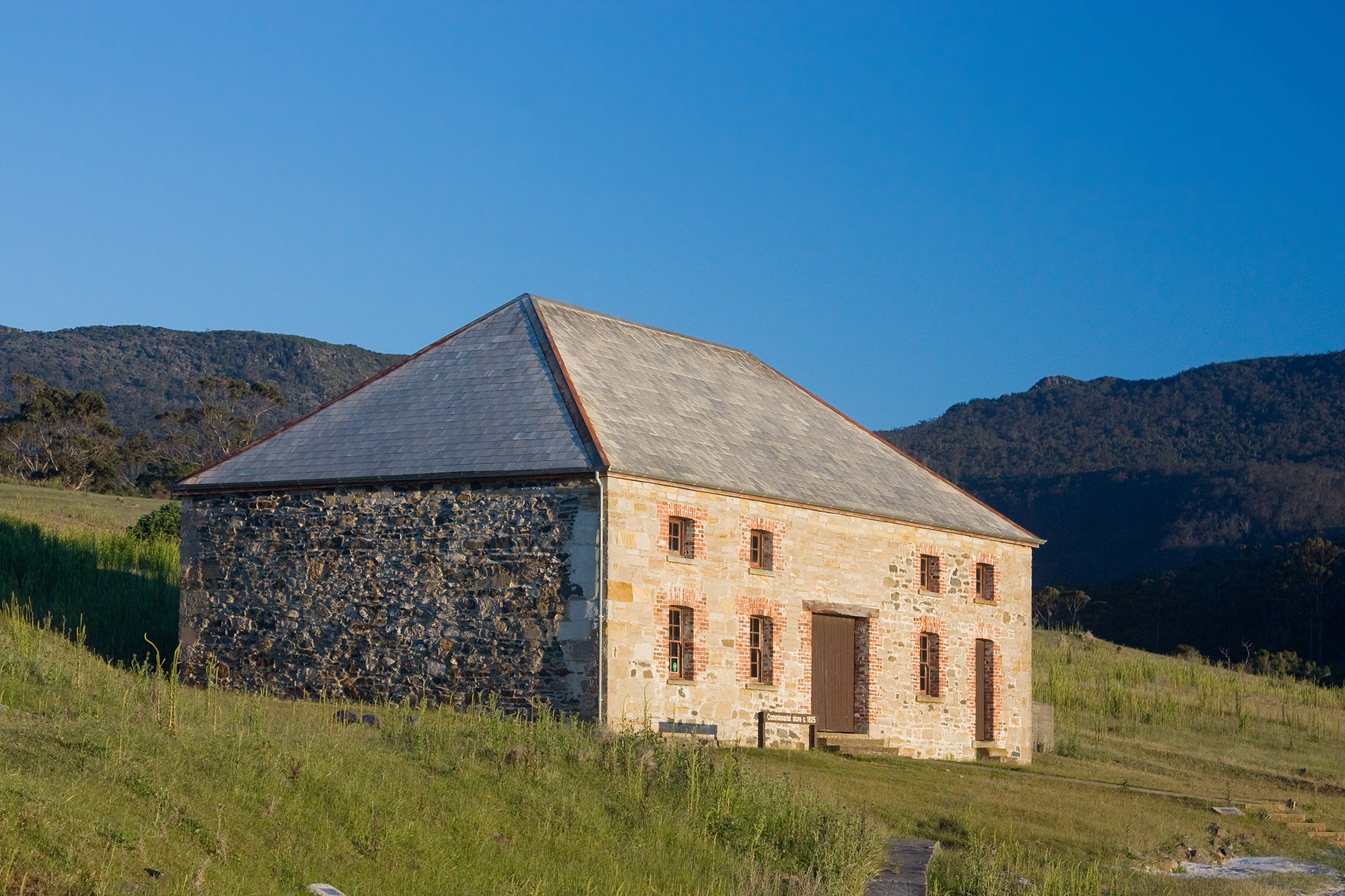
L'ex spaccio del commissariato della colonia penale, attualmente utilizzato come centro di accoglienza dei visitatori sull'isola.

Con la colonizzazione inglese della Tasmania, l'isola venne utilizzata a periodi alterni (1825-1832 e 1842-1851) come colonia penale per delinquenti comuni e soprattutto dissidenti politici, come quelli dell'allora molto attivo irredentismo irlandese. Del periodo come colonia penale rimangono sull'isola tre edifici:
- lo spaccio del commissariato, risalente al 1925 ed attualmente utilizzato come centro di accoglienza dei visitatori;
- il penitenziario, finito di costruire nel 1828 ed attualmente utilizzato come struttura d'accoglienza per i turisti. Esso consta di dieci stanze (nove da 6 posti letto e una da 14) con letti a castello, un tavolo con sedie ed una stufa a legno, senza elettricità od attrezzi per la cucina (mentre vi sono servizi igienici ed acqua calda negli spazi comuni);
- la diga sul Bernacchis Creek, costruita dai detenuti ed ancora oggi necessaria per l'approvvigionamento d'acqua di Darlington.

Nel 1880 si insediò sull'isola l'imprenditore italiano Diego Bernacchi, che vi stabilì numerose attività agricole e industriali: sull'isola venne avviata la produzione di vino e seta ed edificato un cementificio che sfruttava i giacimenti di calcare siti sull'isola. All'apice del suo sviluppo, la città di Darlington contava diverse centinaia di residenti e numerosi alberghi per ospitare i visitatori: nel 1929, tuttavia, la quasi totalità di queste attività fallì a causa della Grande depressione, ma anche per altri motivi (principalmente la cattiva qualità del cemento prodotto e la scarsa competitività dei prodotti isolani, sui quali gravavano grosse spese di trasporto marittimo). Fino agli anni sessanta, l'isola visse in stato di quasi completo abbandono, ad eccezione dei coniugi sudafricani Robey, residenti nell'area sud-occidentale dell'isola (dove ancora oggi si può osservare la loro casa), che si dedicavano all'agricoltura, così come i pochi altri residenti.
Nel 1971, il governo australiano decise di dichiarare l'isola parco nazionale, espropriando le proprietà private sulla sua superficie ed estendendo tale status nel 1991 anche ad un tratto di mare circostante. Il motivo di tale decisione è dovuto alla ricca fauna e flora che popola l'isola, annoverante molte specie a rischio.

## Ambiente

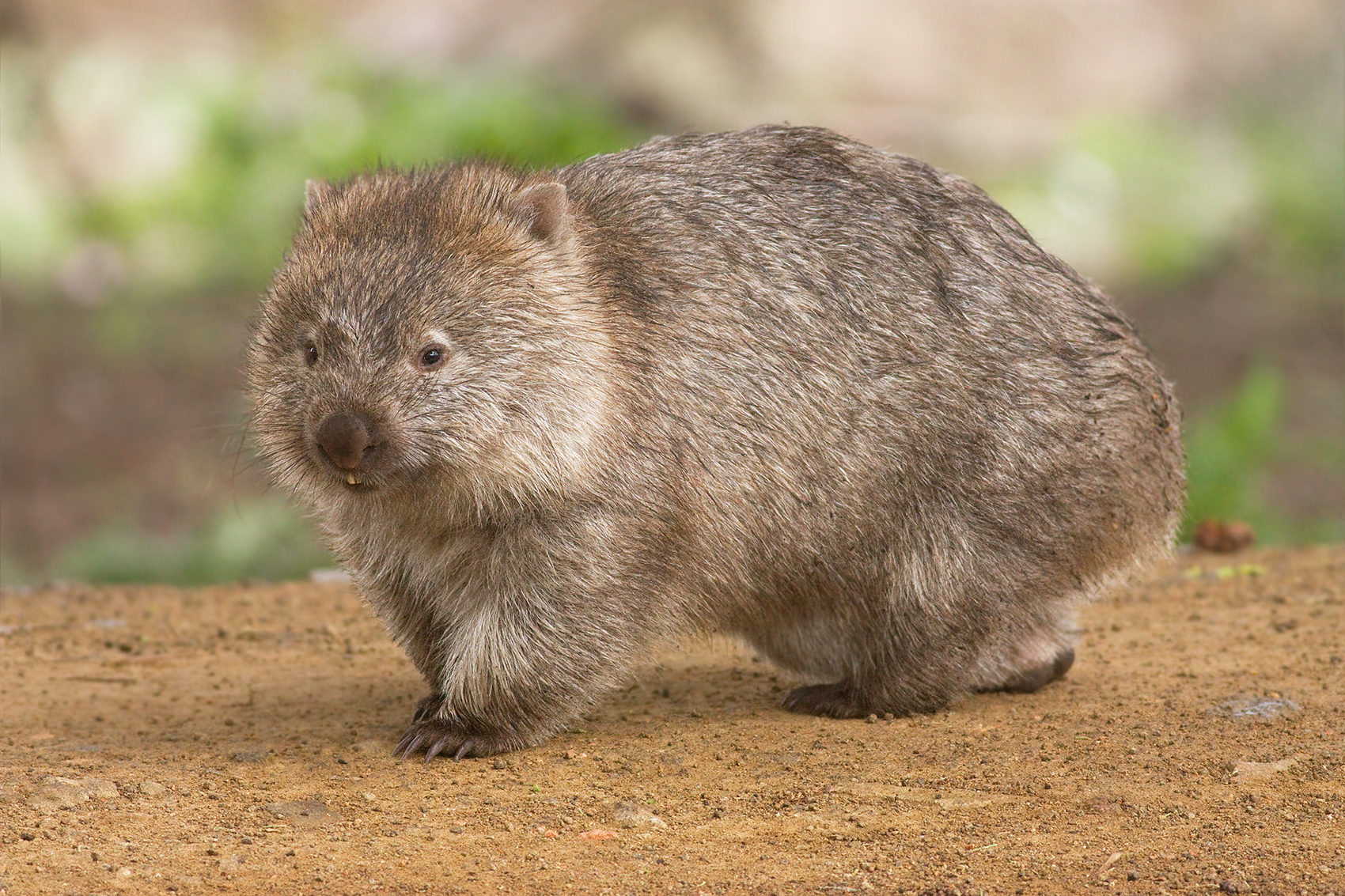
Un vombato su Maria Island

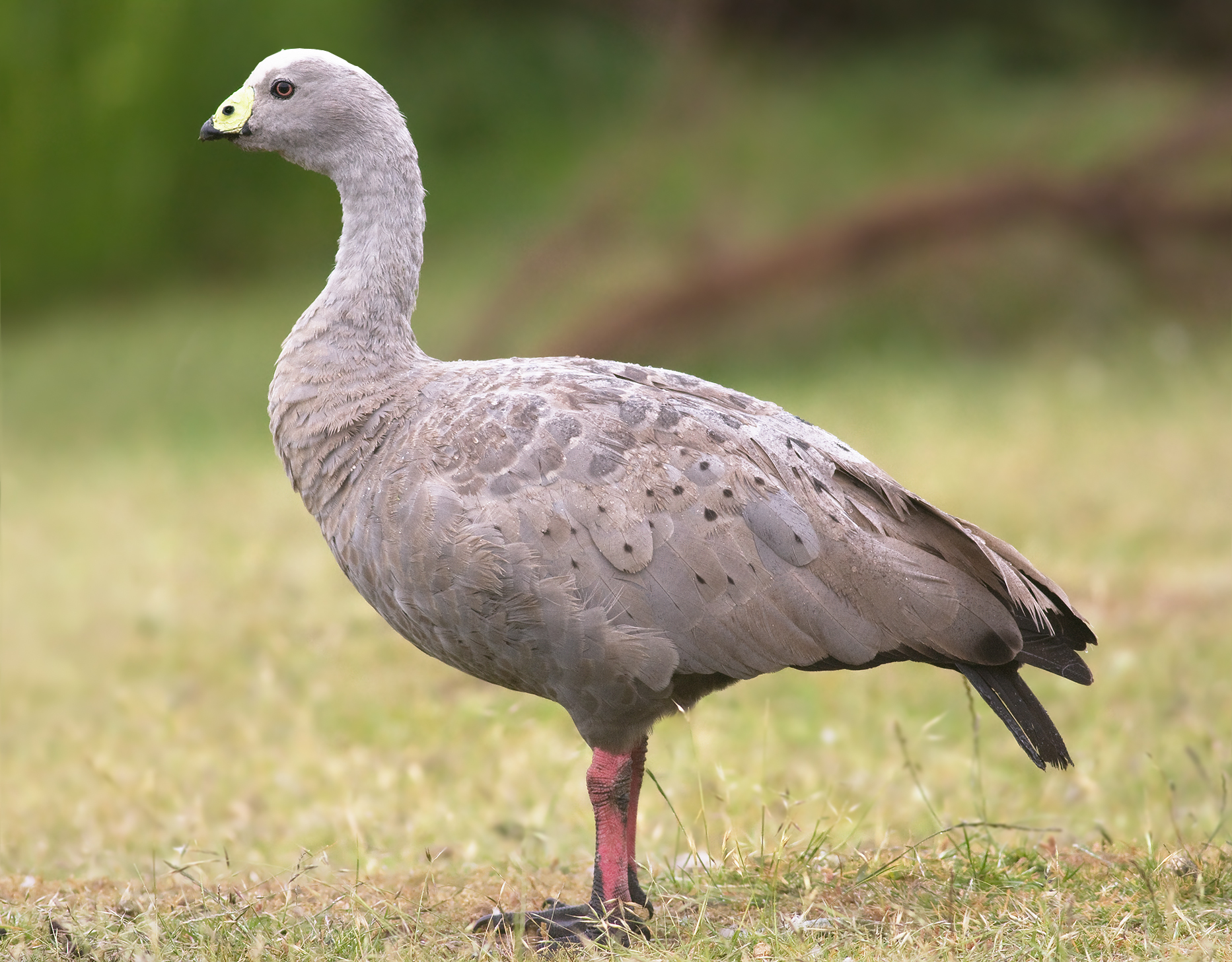
Un'oca di Capo Barren su Maria Island

Sull'isola sono presenti 14 diverse associazioni di piante, generalmente sotto forma di foreste basate sulle varie specie di eucalipto: abbastanza estese sono le aree sgombre da alberi e ricoperte da prati e boscaglia, la maggior parte delle quali ricavate dall'uomo in passato per ottenere terreno pascolabile. La maggior parte dei mammiferi presenti sull'isola è nativa: alcune specie, tuttavia alcune specie alloctone (fra cui il gatto domestico ed il daino, e fino al 1981 anche alcune pecore) vennero introdotte dai coloni, mentre altre (come l'oca cereopside, il canguro grigio ed il wallaby collorosso) vi sono state introdotte negli anni settanta per fini di conservazione. Fra queste ultime, la più importante è sicuramente il diavolo della Tasmania, del quale venne introdotta una popolazione all'inizio del 2005 per permetterne la riproduzione e disporre alla bisogna di esemplari sani da reintrodurre in Tasmania per rimpinguare la popolazione selvatica di questo animale, decimata dal tumore facciale del diavolo. I diavoli orsini residenti sull'isola, per la loro importanza, vengono tenuti sotto severa sorveglianza dai custodi del parco, e i visitatori non possono osservarli né interagire con loro.

Maria Island è inoltre uno dei migliori posti d'Australia per l'osservazione degli uccelli: l'isola è classificata come "importante" dall'associazione BirdLife International in quanto ospita cospicue popolazioni di specie in pericolo come il pappagallo di Latham od il pardalote a 40 macchie, oltre a una popolazione estremamente rilevante di gabbiano del Pacifico (circa l'1% del numero totale di questi uccelli) ed in generale numerosissime specie di uccelli, marini e non, endemici della Tasmania. Sono inoltre presenti sull'isola tre specie di serpente.

### Clima
| Maria Island          | Mesi | Mesi | Mesi | Mesi | Mesi | Mesi | Mesi | Mesi | Mesi | Mesi | Mesi | Mesi | Stagioni | Stagioni | Stagioni | Stagioni | Anno  |
| Maria Island          | Gen  | Feb  | Mar  | Apr  | Mag  | Giu  | Lug  | Ago  | Set  | Ott  | Nov  | Dic  | Inv      | Pri      | Est      | Aut      | Anno  |
| --------------------- | ---- | ---- | ---- | ---- | ---- | ---- | ---- | ---- | ---- | ---- | ---- | ---- | -------- | -------- | -------- | -------- | ----- |
| T. max. media (°C)    | 21,4 | 21,0 | 20,2 | 17,6 | 15,3 | 13,1 | 12,7 | 13,5 | 15,3 | 16,8 | 18,1 | 19,9 | 20,8     | 17,7     | 13,1     | 16,7     | 17,1  |
| T. min. media (°C)    | 13,6 | 13,8 | 13,0 | 11,2 | 9,5  | 8,0  | 7,4  | 7,5  | 8,5  | 9,4  | 10,9 | 12,2 | 13,2     | 11,2     | 7,6      | 9,6      | 10,4  |
| T. max. assoluta (°C) | 35,2 | 32,6 | 29,6 | 27,5 | 21,0 | 18,5 | 18,0 | 19,4 | 23,5 | 29,0 | 30,8 | 31,3 | 35,2     | 29,6     | 19,4     | 30,8     | 35,2  |
| T. min. assoluta (°C) | 8,1  | 7,7  | 6,3  | 5,2  | 4,0  | 3,5  | 2,5  | 1,8  | 2,8  | 2,5  | 4,5  | 6,2  | 6,2      | 4,0      | 1,8      | 2,5      | 1,8   |
| Giorni di pioggia     | 9,0  | 10,0 | 11,5 | 11,0 | 12,5 | 13,5 | 13,3 | 13,3 | 12,3 | 11,4 | 12,8 | 11,3 | 30,3     | 35,0     | 40,1     | 36,5     | 141,9 |

Dati del Bureau of Meteorology